# Luigi Mattei

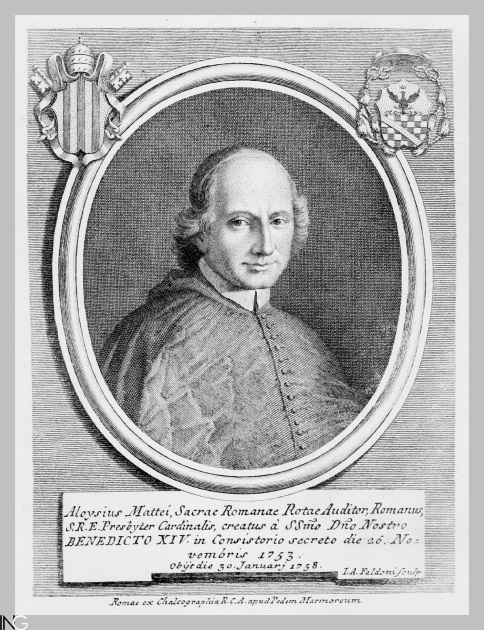
Luigi Mattei (1702)

Wappen

Luigi Mattei (* 17. März 1702 in Rom, Kirchenstaat; † 30. Januar 1758 ebenda) war ein italienischer Geistlicher und Kardinal.

## Leben
Luigi Mattei wurde 1702 in Rom geboren. Er war der Sohn von Alessandro, dem zweiten Herzog von Giove, und Teresa Naro. Er war der Bruder von Girolamo, dem dritten Herzog von Giove, und von Bischof François Mattei. Seine Neffen Alessandro Mattei und Lorenzo Girolamo Mattei waren ebenfalls Kardinäle. Er gehörte der alten römischen Adelsfamilie Mattei an.
Schon in jungen Jahren äußerte er den Wunsch, ein Priesterleben zu führen und widmete sich dem Studium der Geschichte und des Rechts. Am 31. Januar 1727 promovierte er im Fach Utroque jure. Vermutlich empfing er die Priesterweihe. Er bekleidete verschiedene Ämter innerhalb der römischen Kurie, insbesondere als Kleriker der Apostolischen Kammer im Jahr 1743 und als Auditor der römischen Rota am 14. November 1747. Im Juli 1730 wurde er Kanoniker der Lateranbasilika.
Papst Benedikt XIV. erhob ihn am 26. November 1753 zum Kardinal. Drei Tage darauf erhielt er den Galero und am 10. Dezember wurde ihm die Titelkirche San Matteo in Merulana zugewiesen. Am 24. Januar 1756 wurde er Protektor des Kamaldulenserordens. Am 6. April 1756 wies er ihm die Titelkirche Santa Maria in Aracoeli zu. Im Mai 1756 wurde er Kommendatarabt der Basilika Sankt Laurentius vor den Mauern.
Er wurde in der römischen Kirche Santa Maria in Aracoeli bestattet.